# Imma Jansana
Imma Jansana (Barcelona, 2 de novembre de 1954) és una arquitecta paisatgista catalana. Arquitecta paisatgista, professora del Màster de Paisatge de l'ETSAB i en l'especialitat de Paisatge de la Universitat IUAV de Venècia. Entre el 1989 i el 2001 va ser arquitecta responsable de projectes urbans de l'Ajuntament del Prat de Llobregat (Barcelona). Ha rebut diversos premis, entre els quals tres Premis FAD (1993,1994 i 2019), Premi Europeu de l'Espai Públic Urba (2012) i va ser finalista de la tercera, cinquena i dotzena Biennal d'Arquitectura Espanyola. Actualment combina l'exercici de l'arquitectura amb el de la joieria.

## Biografia
Estudia arquitecta a l'Escola d'Arquitectura de Barcelona, i es gradua el 1977. S'especialitza en paisatgisme, i'any 1979 obre el seu propi estudi professional. De 1988 a 1990 estudià joieria a l'Escola Massana (Barcelona).

## Vida professional
Durant uns anys (1989-2001), treballa com arquitecta municipal responsable de projectes urbans a l'Ajuntament del Prat de Llobregat, Barcelona.
També ha realitzat obres escultòriques; mostra del seu treball és l'obra anomenada "Font dels galls" (1995), que s'ubica al carrer de Ferran Puig, del Prat (Barcelona), que substituïa la font inaugurada el 27 de setembre de 1959, per commemorar la inauguració del servei municipal d'aigua potable. La font original estava coronada per dos galls (amb actitud agressiva, simbolitzant la raça Prat, els pota blava, espècie autòctona), raó per la qual la font es va ser coneguda com la font dels galls.
L'any 2006, al costat dels arquitectes Robert de Paauw i Conchita de la Vila Rivière, constitueix la societat Jansana, de la Vila, de Paauw, arquitectes SLP,. Es un estudi d'arquitectura establert a Barcelona i a São Paulo dedicat al paisatgisme, el disseny urbà, l'urbanisme, l'edificació, l'interiorisme i la rehabilitació.
A més, és també socia de la firma de joieria Jansana Joies, formada per les germanes Lourdes i Imma Jansana. Es una firma que tracta d'introduir un ús heterodox d'elements recuperats o de baix cost. D'aquesta manera aporten una nova visió estètica en el que no es fa ús de materials luxosos, sinó que els seus dissenys es basen en formes geomètriques sobries i en textures denses amb repetició de formes.
També ha publicat el seu treball en reconegudes revistes d'arquitectura del Japó (A + U), Anglaterra (Architectural Review), Espanya (Arquitectures Bis, Ardi, On, Arquitectura Viva) i Itàlia (Domus i Casabella).

## Premis i reconeixements
- Premi Europeu de l'Espai Públic Urba per la Restauració de la Batería antiaérea del Turo de la Rovira a Barcelona 2012

- Passeig Marítim de Gavà, premi FAD espai exterior el 1993[8][5][6]
- Mirador del Delta del Llobregat, premi FAD d'espai exterior el 1994.[6]
- Passeig Maritim del Prat de Llobregat, premi FAD d'espais extreiors 2019

Els seus projectes han estat seleccionats per a les Bienals de Arquitectura de Venecia dels anys 2006, 2016 y 2018.
Finalista a les III i V i XII Biennals d'Arquitectura Espanyola 
Premi Diputació de Barcelona l'any 1995.
Altres obres seves reconegudes son:
- Els Jardins d'Àngel Guimerà al Prat de Llobregat, Barcelona (2000)
- Jardins de l'entorn del Meson Gitano de l'Alcazaba d'Almeria, .(2001-2003)
- Els cims de Montjuïc, primer premi en el concurs convocat per l'Ajuntament de Barcelona el 2002.
- Restauració del Camí Gaudí a la Colònia Güell a Barcelona.(2002-2004)
- Cami de la platja del Prat de Llobregat, Barcelona. (2003-2004)
- Paseig del Port de Gabicce Mare, Italia (2004-2007)
- La nova Gran Via a L'Hospitalet de Llobregat (2003-2007)
- El passeig de Deusto i els de Zorrotzaurre a la Ria de Bilbao (2013-2021)

També ha rebut premis per treballs realitzats a l'estranger com el primer premi en el concurs d'idees RENOVA São Paulo, Brasil, 2011 amb les dues propostes presentades: Aigua Vermelha 2 i Pirajussara 5.
Al desembre de l'any 2015 va rebre el Premi d'Honor en la secció d'arquitectura, de la vintè quarta edició dels "Premis d'Honor de Pedreguer".